# 费尔南·普吕多姆
费尔南·普吕多姆（法語：Fernand Prudhomme，1916年7月3日—？），法国男子篮球运动员。他曾代表法国国家队参加1936年夏季奥林匹克运动会男子篮球比赛，最终队伍位列第十九名。